# Autonomes (film)
Pour les articles homonymes, voir Autonome.
Pour plus de détails, voir Fiche technique et Distribution.
Autonomes est un docufiction français réalisé par François Bégaudeau et sorti en 2020.

## Synopsis
En Mayenne, le réalisateur part à la rencontre de personne et de familles qui ont décidé de vivre en autonomie. Il filme leurs pratiques et leurs modes de vie. Il rencontre également Camille, l'homme des bois.

## Fiche technique
- Titre : Autonomes
- Réalisation :	François Bégaudeau
- Photographie : Grégory Morin
- Son : Benoît Lucas
- Montage son : Matthieu Deniau
- Mixage : Philippe Grivel
- Montage : Élodie Fiabane
- Production : 24images - Atmosphères Production
- Distribution : Urban Distribution
- Tournage : au printemps 2019 dans la Mayenne[2] et la Loire-Atlantique (Soulvache)[3]
- Pays d’origine :  France
- Durée : 112 minutes
- Date de sortie : France - 30 septembre 2020

## Distribution
- Alexandre Constant : Camille, l'homme des bois et de la grotte[4]

## Autour du film
Évoqué dans le film, le bar associatif le Papier buvard a fermé ses portes à Soulvache en septembre 2019 à la suite d'un conflit avec la mairie.

## Sélection
- Festival Premiers Plans d'Angers (avant-première)[6]